# Major Arena Soccer League
La Major Arena Soccer League (MASL) es una liga Fútbol Rápido Profesional o como se le conoce en Sudamérica Showbol, la MASL está establecida en América del Norte y fue formada por la fusión de la MISL (Liga del Atlántico) y la PASL (Liga del Pacífico). La MASL está integrada por clubes de Estados Unidos, México y Canadá cuyos países también son miembros afiliados a la World Minifootball Federation (WMF), el órgano rector de este deporte.

## Historia
La liga se originó como la Professional Arena Soccer League, el 18 de mayo de 2008, después de ramificar con carácter profesionalizar el circuito de la Premier Arena Soccer League (PASL-Premier), la liga de Futbol Rápido de aficionados más grande de los Estados Unidos en la que también participaban clubes mexicanos. La liga profesional fue originalmente apodada "PASL-Pro" para distinguirla de PASL-Premier (Amateur).
En 2011, se anunció que esta liga profesional oficialmente pasaba a denominarse simplemente PASL, mientras que a la liga de aficionados (aún vigente todavía) y se le sigue conociendo como la PASL-Premier. El primer partido de liga se jugó el 25 de octubre de 2008, frente a una multitud de 3.239 personas en el Stockton Arena, con los California Cougars derrotando 10-5 al Colorado Lightning.
El 17 de marzo de 2014, un día después de la final de la Major Indoor Soccer League 2013-2014 (Liga de la Costa Atlántica), el presidente de la United Soccer Leagues Tim Holt anunció que "un número considerable" de equipos que no regresarían a MISL para el año siguiente. En abril de 2014 se anunció oficialmente que seis equipos (Baltimore Blast, Milwaukee Wave, Missouri Comets, Rochester Lancers, St. Louis Ambush, y Syracuse Silver Knights) se unirían a la PASL para la temporada 2014-2015.
La liga anunció un cambio en su nombre de la Professional Arena Soccer League a la Major Arena Soccer League (MASL) el 18 de mayo de 2014. Esto representaría una fusión de la MISL y la PASL. MASL iniciando con 23 equipos para la temporada 2014-15.

## Patrocinio
El balón oficial del juego es realizado por la marca Mitre

## Equipos futuros
| Equipo          | Área urbana | Arena                   |
| --------------- | ----------- | ----------------------- |
| El Paso Coyotes | El Paso     | El Paso County Coliseum |
| Monterrey Flash | Monterrey   | Arena Monterrey         |

## Campeones

### Finales de América del Norte
| Temporada | Campeones         | Puntuación | Subcampeón             | Playoffs / Host       |
| --------- | ----------------- | ---------- | ---------------------- | --------------------- |
| 2008–09   | Stockton Cougars  | 13–5       | 1790 Cincinnati        | Stockton, California  |
| 2009–10   | San Diego Sockers | 9–8        | La Raza de Guadalajara | San Diego, California |
| 2010–11   | San Diego Sockers | 10–6       | La Raza de Guadalajara | Cincinnati, Ohio      |

### Ron Copa Newman
| Temporada | Campeones         | Puntuación              | Subcampeón       | Playoffs / Host            |
| --------- | ----------------- | ----------------------- | ---------------- | -------------------------- |
| 2011–12   | San Diego Sockers | 10–7                    | Detroit Waza Flo | San Diego, California      |
| 2012–13   | San Diego Sockers | 8–6                     | Detroit Waza Flo | San Diego, California      |
| 2013–14   | Chicago Mustangs  | 14–5                    | Hidalgo La Fiera | Hoffman Estates, Illinois  |
| 2014–15   | Monterrey Flash   | 6–4 (OT), 4–6, 4–3 (OT) | Baltimore Blast  | 2–1 (al mejor de 3 series) |
| 2015–16   | Baltimore Blast   | 7-4, 14-13 (OT)         | Sonora Suns      | 2-0 (al mejor de 3 series) |
| 2016–17   | Baltimore Blast   | 2-4, 9-8 (OT), 1-0      | Sonora Suns      | 2-1 (al mejor de 3 series) |
| 2017–18   | Baltimore Blast   | 4-3                     | Monterrey Flash  | Monterrey, México          |
| 2018–19   | Milwaukee Wave    | 5-2                     | Monterrey Flash  | Milwaukee, Wisconsin       |

### Campeonatos
| Equipo                 | Títulos | Subtítulos | Años títulos                       |
| ---------------------- | ------- | ---------- | ---------------------------------- |
| San Diego Sockers      | 4       | 0          | 2009-10, 2010-11, 2011-12, 2012-13 |
| Baltimore Blast        | 3       | 1          | 2015-16, 2016-17, 2017-18          |
| Monterrey Flash        | 1       | 2          | 2014-15                            |
| Stockton Cougars       | 1       | 0          | 2008-09                            |
| Chicago Mustangs       | 1       | 0          | 2013-14                            |
| Milwaukee Wave         | 1       | 0          | 2018-19                            |
| La Raza de Guadalajara | 0       | 2          | -                                  |
| Detroit Waza Flo       | 0       | 2          | -                                  |
| Sonora Suns            | 0       | 2          | -                                  |
| 1790 Cincinnati        | 0       | 1          | -                                  |
| Hidalgo la Fiera       | 0       | 1          | -                                  |

## Asistencia
| Temporada | Juegos | Total   | Promedio | Playoffs | Juegos | Total  | Promedio |
| --------- | ------ | ------- | -------- | -------- | ------ | ------ | -------- |
| 2008–09   | 58     | 76,888  | 1,326*   | 2009     |        |        |          |
| 2009–10   | 87     | 58,801  | 676**    | 2010     |        |        |          |
| 2010–11   | 84     | 59,128  | 704***   | 2011     |        |        |          |
| 2011–12   | 96     | 63,003  | 656      | 2012     | 6      | 7,211  | 1,201    |
| 2012–13   | 151    | 146,193 | 968      | 2013     | 11     | 19,006 | 1,727    |
| 2013–14   | 159    | 214,552 | 1,349    | 2014     | 10     | 23,889 | 2,889    |
| 2014–15   | 223    | 542,411 | 2,432    | 2015     | 19     | 88,513 | 4,658    |
| 2015–16   | 198    | 476,347 | 2,405    | 2016     | 24     | 93,004 | 3,876    |
| 2016–17   | 170    | 466,832 | 2,746    | 2017     | 19     | 77,186 | 4,062    |
| 2017–18   | 176    | 446,913 | 2,539    | 2018     | 12     | 49,198 | 4,100    |
| 2018–19   | 204    | 462,670 | 2,268    | 2019     | 12     | 41,756 | 3,480    |

* No incluye 28 juegos en los que no se informó de asistencia. La temporada regular PASL 2008-09 consistió de 86 juegos totales.
** No incluye 8 juegos en los que no se informó de asistencia. La temporada regular PASL 2009-10 consistió de 95 juegos totales.
*** No incluye 10 juegos en los que no se informó de asistencia. La temporada regular PASL 2010-11 consistió de 94 juegos totales.

## Equipos antiguos / desaparecidos
| Equipo                         | Área urbana                 | Arena                                                 | Años jugados                                                                               |
| ------------------------------ | --------------------------- | ----------------------------------------------------- | ------------------------------------------------------------------------------------------ |
| Anaheim Bolts                  | Anaheim                     | Anaheim Convention Center                             | 2011–13                                                                                    |
| Arizona Storm                  | Glendale                    | Phoenix Sports Centre/Arizona Sports Complex          | 2011–13                                                                                    |
| Baltimore Blast                | Baltimore                   | 1st Mariner Arena                                     | 2014–16. Actualmente juega en Indoor Professional League                                   |
| Bay Area Rosal                 | Livermore                   | Cabernet Indoor Sports                                | 2013–14                                                                                    |
| California Cougars             | Stockton                    | Stockton Arena                                        | 2008–11                                                                                    |
| Cincinnati Kings Indoor Team   | Cincinnati                  | Cincinnati Gardens/GameTime Training Center           | 2008–13 (1790 Cincinnati 2008–2010)                                                        |
| Dayton Dynamo                  | Cincinnati                  | Tri-County Soccerplex                                 | 2013–14. Actualmente juega en la Premier Arena Soccer League.                              |
| Cleveland Freeze               | North Olmsted               | Soccer Sportsplex                                     | 2013–14.                                                                                   |
| Colorado Lightning             | Fort Collins                | Budweiser Events Center                               | 2008–09                                                                                    |
| Denver Dynamite                | Denver                      | Denver Sports Center/Parker Fieldhouse/Denver Bladium | 2008–10. Actualmente juega en la Premier Arena Soccer League.                              |
| Hartford City FC               | Hartford                    | XL Center                                             | Nunca jugó.                                                                                |
| Harrisburg Heat                | Harrisburg                  | Pennsylvania Farm Show Complex & Expo Center          | 2012-2016 Actualmente juega en Indoor Professional League.                                 |
| Hidalgo La Fiera               | Hidalgo                     | State Farm Arena                                      | 2012–2014                                                                                  |
| Illinois Piasa                 | Pontoon Beach               | The Field Sports Complex                              | 2010–14. Juega actualmente en la Premier Arena Soccer League como FC Adrenaline.           |
| Kansas Magic                   | Overland Park               | EPIC Indoor Sports                                    | 2011–12                                                                                    |
| Laredo Honey Badgers           | Laredo                      | Laredo Energy Arena                                   | Nunca jugó.                                                                                |
| Louisville Lightning           | Louisville                  | Mockingbird Valley Soccer Club                        | 2009–12                                                                                    |
| Monterrey Flash                | Monterrey                   | Arena Monterrey                                       | 2013–15                                                                                    |
| Monterrey La Raza              | Monterrey                   | Arena Monterrey                                       | 2008-09 PASL Copa América                                                                  |
| Ohio Vortex                    | Canton                      | Canton Memorial Civic Center                          | 2009–13                                                                                    |
| Omaha Vipers                   | Omaha                       | Omaha Civic Auditorium                                | Nunca jugó.                                                                                |
| Oxford City FC of Texas        | Beaumont                    | Ford Arena                                            | 2012–2015 (Tejas Strikers 2012-2014)                                                       |
| Prince George Fury (CMISL)     | Prince George               | CN Centre                                             | 2009–10                                                                                    |
| Real Phoenix FC                | Glendale                    | Barney Family Sports Complex/Arizona Sports Complex   | 2012–13                                                                                    |
| Rochester Lancers              | Rochester                   | Blue Cross Arena                                      | 2014–15                                                                                    |
| Rockford Rampage               | Rockford                    | Victory Sports Complex                                | 2012–13                                                                                    |
| St. Louis Ambush               | St. Charles                 | Family Arena                                          | 2014-16. Actualmente juega en Indoor Professional League.                                  |
| St. Louis Illusion             | Glen Carbon                 | The Game Arena                                        | 2008–10                                                                                    |
| Saskatoon Accelerators (CMISL) | Saskatoon                   | SaskTel Centre/Henk Ruys Soccer Centre                | 2009–10                                                                                    |
| Seattle Impact                 | Kent, Washington            | ShoWare Center                                        | 2014–15                                                                                    |
| Texas Outlaws                  | North Richland Hills, Texas | TCG Arena                                             | 2008–10                                                                                    |
| Toros México                   | Tijuana                     | Unisantos Park                                        | 2010-14 (Revolución Tijuana 2010-12); Actualmente juega en la Premier Arena Soccer League. |
| Tulsa Revolution               | Tulsa                       | Expo Square Pavilion                                  | 2013–15                                                                                    |
| Wenatchee Fire                 | Wenatchee, Washington       | Wenatchee Valley Sportsplex                           | 2014-15 (estaban en receso en el 2009).                                                    |
| Wichita B-52s                  | Wichita                     | Hartman Arena                                         | 2013–15                                                                                    |
| Chicago Mustangs               |                             |                                                       |                                                                                            |